# Joachim Busse
Joachim Busse (República Federal Alemana, 10 de marzo de 1954) es un atleta alemán retirado especializado en la prueba de salto de longitud, en la que consiguió ser medallista de bronce europeo en pista cubierta en 1976.

## Carrera deportiva
En el Campeonato Europeo de Atletismo en Pista Cubierta de 1976 ganó la medalla de bronce en el salto de longitud, con un salto de 7.72 metros, tras el francés Jacques Rousseau (oro con 7.90 metros) y el soviético Valeriy Podluzhniy  (plata con 7.79 metros).